# (8939) Onodajunjiro
(8939) Onodajunjiro (1997 BU1) – planetoida z pasa głównego asteroid okrążająca Słońce w ciągu 4,99 lat w średniej odległości 2,92 au. Odkryta 29 stycznia 1997 roku.